# Марк Папирий Карбон
Марк Папирий Карбон (на латински: Marcus Papirius Carbo) е римски конник.

## Биография
Произлиза от плебейския клон Карбони на старата патрицианска фамилия Папирии. Син е на Гай Папирий Карбон (претор 168 пр.н.е.). Брат е на оратора Гай Папирий Карбон (консул 120 пр.н.е.), на Гней Папирий Карбон (консул 113 пр.н.е.) и Публий Папирий Карбон.
Според Цицерон след смъртта на братята си Марк Папирий Карбон той отива в Сицилия.